# Goodman (Familienname)
Goodman ist ein englischer Familienname.

## Namensträger
- Al Goodman (1943–2010), US-amerikanischer Sänger
- Alan H. Goodman (* 1951), US-amerikanischer Anthropologe
- Alex Goodman (* 1987), kanadischer Jazzmusiker
- Alfred Goodman (1919–1999), deutschamerikanischer Komponist
- Alice Goodman (* 1958), US-amerikanische Autorin, Librettistin und Priesterin der Anglikanischen Kirche
- Allegra Goodman (* 1967), US-amerikanische Schriftstellerin
- Alyssa A. Goodman (* 1962), US-amerikanische Astronomin
- Amy Goodman (* 1957), US-amerikanische Autorin
- Andrew Goodman (1943–1964), US-amerikanischer Bürgerrechtler
- Anna Goodman (* 1986), kanadische Skirennläuferin
- Arnold Goodman, Baron Goodman (1913–1995), britischer Politiker
- Avi Goodman, Spezialeffektkünstler
- Benny Goodman (1909–1986), US-amerikanischer Jazzmusiker
- Brian Goodman (* 1963), US-amerikanischer Schauspieler, Drehbuchautor und Regisseur
- Carol Goodman (* 1959), US-amerikanische Schriftstellerin und Dozentin für Creative Writing
- Charles David Goodman (* 1928), US-amerikanischer Physiker
- Corey Goodman (* 1951), US-amerikanischer Neurobiologe und Unternehmer
- David Goodman (Dokumentarfilmer), US-amerikanischer Dokumentarfilmer und Filmproduzent
- David Goodman (Komponist) (* 1953), US-amerikanischer Komponist, Pianist und Dirigent
- David Goodman (Schachspieler) (* 1958), britischer Schachspieler und Autor
- David Goodman (Dirigent) (* 1976), US-amerikanischer Dirigent
- David A. Goodman (* 1975), US-amerikanischer Drehbuchautor und Produzent
- David G. Goodman (1946–2011), US-amerikanischer Japanologe
- David Zelag Goodman (1930–2011), US-amerikanischer Drehbuchautor
- Don Goodman (* 1966), englischer Fußballspieler
- Erica Goodman (* 1948), kanadische Harfenistin
- Eugene Goodman (* um 1980), US-amerikanischer Kapitolspolizist
- Eveline Goodman-Thau (* 1934), österreichische Judaistin
- Felicitas Goodman (1914–2005), ungarisch-amerikanische Ethnologin
- Fred Goodman, US-amerikanischer Autor und Journalist
- Gabrielle Goodman (* 1964), US-amerikanische Jazzsängerin
- Geoff Goodman (* 1956), US-amerikanischer Jazzgitarrist
- George Goodman († 2014), US-amerikanischer Moderator und Autor
- Godfrey Goodman (1582 oder 1583–1656), anglikanischer Bischof von Gloucester
- Gregory Goodman (* 1959), US-amerikanischer Filmproduzent
- Harry Aharon Goodman (1898–1961), orthodoxer chassidischer Politiker
- Harry Goodman (Musiker) (1906–1997), US-amerikanischer Jazzmusiker und Musikverleger
- Heather Goodman (1935–2022), britische Kanutin
- Henry Goodman (* 1950), englischer Schauspieler
- Howard C. Goodman, US-amerikanischer Immunologe
- Howard Goodman (Gospel-Sänger), US-amerikanischer Gospel-Sänger
- Hyman Goodman (1913–1994), kanadischer Geiger und Musikpädagoge
- Irwin Goodman (1943–1991), finnischer Folkmusiker
- James R. Goodman (* 1944), US-amerikanischer Informatiker
- Jerry Goodman (* 1949), US-amerikanischer Violinist
- John Goodman (* 1952), US-amerikanischer Schauspieler
- John B. Goodman (1901–1991), US-amerikanischer Art Director und Szenenbildner
- Joseph W. Goodman (* 1936), US-amerikanischer Physiker
- Julian Goodman (1922–2012), US-amerikanischer Manager
- Karen Goodman, US-amerikanische Filmproduzentin und -regisseurin von Dokumentarfilmen
- Laura Goodman Salverson (1890–1970), kanadische Schriftstellerin
- Lee Goodman (1923–1988), US-amerikanischer Produzent und Schauspieler
- Lenn E. Goodman (* 1944), US-amerikanischer Philosoph und Philosophiehistoriker
- Leo A. Goodman (1928–2020), US-amerikanischer Statistiker
- Magnus Goodman (1898–1991), kanadischer Eishockeyspieler
- Malliciah Goodman (* 1990), US-amerikanischer American-Football-Spieler
- Martin Goodman (Verleger) (1908–1992), US-amerikanischer Verleger
- Martin Goodman (Historiker) (* 1953), britischer Historiker und Judaist
- Martin J. Goodman (* 1956), britischer Schriftsteller
- Mildred Goodman (1922–2017), kanadische Musikerin
- Miles Goodman (1949–1996), US-amerikanischer Komponist
- Molly Goodman (* 1993), australische Ruderin
- Morris Goodman (1925–2010), US-amerikanischer Molekularbiologe
- Murray Goodman (1928–2004), US-amerikanischer Chemiker
- Nelson Goodman (1906–1998), US-amerikanischer Philosoph
- Oscar B. Goodman (* 1939), US-amerikanischer Politiker und Bürgermeister von Las Vegas
- Paul Goodman (1911–1972), US-amerikanischer Schriftsteller
- Percival Goodman (1904–1989), Stadtplaner und Architekt
- Richard Goodman (Radsportler)  (* 1939), britischer Radrennfahrer
- Richard Goodman (Schriftsteller) (* 1945), US-amerikanischer Schriftsteller
- Richard Goodman (Drehbuchautor), Drehbuchautor und Fernsehproduzent
- Richard Goodman (Footballspieler) (* 1987), US-amerikanischer American-Football-Spieler
- Richard Bryce Goodman, Tonmeister
- Richard E. Goodman (1935–2025), US-amerikanischer Geotechniker und Hochschullehrer
- Robert Gwelo Goodman (1871–1939), südafrikanischer Maler
- Roy Goodman (* 1951), britischer Dirigent und Violinist
- Roy M. Goodman († 2014), US-amerikanischer Politiker
- Ruth Goodman alias Meagan McKinney (* 1961), amerikanische Schriftstellerin
- Saul Goodman (Paukist) (1907–1996), US-amerikanischer Paukist, Komponist und Musikpädagoge
- Saul Goodman (Breaking Bad), Figur aus Breaking Bad
- Scott Goodman (* 1973), australischer Schwimmer
- Shirley Goodman (1936–2005), US-amerikanische R&B-Sängerin
- Steve Goodman (1948–1984), US-amerikanischer Folkmusiker
- Steven M. Goodman (* 1957), US-amerikanischer Biologe
- Tom Goodman-Hill (* 1968), britischer Schauspieler
- Vestal Goodman (1929–2003), US-amerikanische Gospel-Sängerin
- Vivienne Goodman (* 1961), neuseeländische Illustratorin
- Walter Goodman (Künstler) (1838–1912), englischer Maler, Illustrator und Autor
- Walter Goodman (Journalist) (1927–2002), US-amerikanischer Journalist und Filmkritiker